# Elecciones regionales de Apurímac de 2014
Las elecciones regionales de Apurímac de 2014 se llevaron a cabo el 5 de octubre de 2014 para elegir al presidente regional, vicepresidente y al Consejo Regional para el periodo 2015-2018. La elección se celebró simultáneamente con las elecciones regionales y municipales (provinciales y distritales) en todo el Perú. La segunda vuelta regional se llevó a cabo el 7 de diciembre de 2014.

## Sistema electoral
El Gobierno Regional de Apurímac es el órgano administrativo y de gobierno del departamento de Apurímac. Está compuesto por el presidente regional, el vicepresidente regional y el Consejo Regional.
La votación se realiza en base al sufragio universal, que comprende a todos los ciudadanos nacionales mayores de dieciocho años, empadronados y residentes en el departamento de Apurímac y en pleno goce de sus derechos políticos.
El presidente y vicepresidente regional son elegidos por sufragio directo. Para que un candidato sea proclamado ganador debe obtener no menos de 30 % de votos válidos. En caso ningún candidato logre ese porcentaje en la primera vuelta electoral, los dos candidatos más votados participan en una segunda vuelta o balotaje.
El Consejo Regional de Apurímac está compuesto por 9 consejeros elegidos por sufragio directo para un período de cuatro (4) años. La votación es por lista cerrada y bloqueada. Cada provincia del departamento de Apurímac constituye una circunscripción electoral. Se asigna a la lista ganadora los escaños según el método d'Hondt. La distribución y el número de consejeros regionales es la siguiente:
| Circunscripción                                    | Escaños | Mapa |
| -------------------------------------------------- | ------- | ---- |
| Abancay(+1) y Andahuaylas(+1)                      | 2       |      |
| Antabamba, Aymaraes, Chincheros, Cotabambas y Grau | 1       |      |

## Composición del Consejo Regional de Apurímac
La siguiente tabla muestra la composición del Consejo Regional de Apurímac antes de las elecciones.
| Partidos | Partidos                  | Consejeros |
| -------- | ------------------------- | ---------- |
|          | Poder Popular Andino      | 4          |
|          | Movimiento Popular Kallpa | 3          |

## Partidos y candidatos
A continuación se muestra una lista de los principales partidos y alianzas electorales que participaron en las elecciones:
| Candidatura | Candidatura | Partidos y alianzas                                                             | Candidatos | Candidatos                 | Ideología                                                          | Resultado previo | Resultado previo | Ref. |
| Candidatura | Candidatura | Partidos y alianzas                                                             | Candidatos | Candidatos                 | Ideología                                                          | Votos (%)        | Con.             | Ref. |
| ----------- | ----------- | ------------------------------------------------------------------------------- | ---------- | -------------------------- | ------------------------------------------------------------------ | ---------------- | ---------------- | ---- |
|             | PPA         | Lista - Poder Popular Andino (PPA)                                              |            | Elías Segovia Ruiz         | Regionalismo apurimeño                                             | 33.02%           | 4                |      |
|             | Kallpa      | Lista - Movimiento Popular Kallpa (Kallpa)                                      |            | Michael Martínez Gonzales  | Regionalismo apurimeño                                             | 21.96%           | 3                |      |
|             | APP         | Lista - Alianza para el Progreso (APP)                                          |            | Luis Barra Pacheco         | Liberalismo económico Conservadurismo liberal Populismo de derecha | 6.84%            | 0                |      |
|             | MER         | Lista - Movimiento Etnocacerista Regional Ama Sua, Ama Llulla, Ama Quella (MER) |            | José Pimentel Flores       | Regionalismo apurimeño Etnocacerismo                               | 3.28%            | 0                |      |
|             | PP          | Lista - Perú Posible (PP)                                                       |            | Adimir Calle Llactahuamani | Socioliberalismo Democracia liberal Tercera vía                    | 0.46%            | 0                |      |
|             | UPP         | Lista - Unión por el Perú (UPP)                                                 |            | Richard Arce Cáceres       | Nacionalismo de izquierda Socialdemocracia                         | Nuevo            | Nuevo            |      |
|             | PHP         | Lista - Partido Humanista Peruano (PHP)                                         |            | Miguel Huacre Méndez       | Humanismo Socialismo Ecosocialismo                                 | Nuevo            | Nuevo            |      |
|             | FP          | Lista - Fuerza Popular (FP)                                                     |            | Dalmiro Palomino Ortiz     | Fujimorismo Conservadurismo social Populismo de derecha            | Nuevo            | Nuevo            |      |
|             | FA          | Lista - Frente Amplio (FA)                                                      |            | Agustín Moreano Casquino   | Socialismo Ecologismo Descentralización                            | Nuevo            | Nuevo            |      |
|             | MIFCAR      | Lista - Movimiento Independiente Fuerza Campesina Regional (MIFCAR)             |            | Wilber Venegas Torres      | Regionalismo apurimeño                                             | Nuevo            | Nuevo            |      |

## Sondeos de opinión
La siguiente tabla enumera las estimaciones de la intención de voto en orden cronológico inverso, mostrando las más recientes primero y utilizando las fechas en las que se realizó el trabajo de campo de la encuesta. Cuando se desconocen las fechas del trabajo de campo, se proporciona la fecha de publicación.
Leyenda:
     Sondeo realizado en el periodo de prohibición legal de la difusión de sondeos de intención de voto.

### Primera vuelta

#### Intención de voto
La siguiente tabla enumera las estimaciones ponderadas (sin incluir votos en blanco y nulos) de la intención de voto.
| Encuestadora/Medio                    | Fecha      | Muestra | Michael Martínez | Wilber Venegas | Richard Arce | Elías Segovia | Dalmiro Palomino | Luis Barra | Dif. |  |  |  |  |
| ------------------------------------- | ---------- | ------- | ---------------- | -------------- | ------------ | ------------- | ---------------- | ---------- | ---- |  |  |  |  |
| Encuestadora/Medio                    | Fecha      | Muestra |                  |                |              |               |                  |            |      |  |  |  |  |
| Elecciones regionales de 2014         | 5 oct 2014 | —       | 26.0             | 15.8           | 15.1         | 13.3          | 12.9             | 12.9       | 10.2 |  |  |  |  |
|                                       |            |         |                  |                |              |               |                  |            |      |  |  |  |  |
| Ipsos Perú/América                    | 5 oct 2014 | ?       | 25.5             | 19.2           | –            | –             | –                | –          | 6.3  |  |  |  |  |
| Ipsos Perú/América                    | 5 oct 2014 | ?       | 25.8             | 17.5           | 13.9         | –             | –                | –          | 8.3  |  |  |  |  |
| Datum Internacional/Frecuencia Latina | 5 oct 2014 | ?       | 24.7             | 14.5           | –            | –             | 14.2             | 19.4       | 5.3  |  |  |  |  |

## Resultados

### Gobierno Regional de Apurímac
|                      | Wilber Venegas Torres      | Movimiento Independiente Fuerza Campesina Regional (MIFCAR)             | 29,311  | 15.76 | 105,042 | 59.38 |  |  |
|                      | Michael Martínez Gonzales  | Movimiento Popular Kallpa (Kallpa)                                      | 48,301  | 25.96 | 71,861  | 40.62 |  |  |
|                      | Richard Arce Cáceres       | Unión por el Perú (UPP)                                                 | 28,157  | 15.14 |         |       |  |  |
|                      | Dalmiro Palomino Ortiz     | Fuerza Popular (FP)                                                     | 24,801  | 13.33 |         |       |  |  |
|                      | Elías Segovia Ruiz         | Poder Popular Andino (PPA)                                              | 24,088  | 12.95 |         |       |  |  |
|                      | Luis Barra Pacheco         | Alianza para el Progreso (APP)                                          | 24,022  | 12.91 |         |       |  |  |
|                      | Miguel Huacre Méndez       | Partido Humanista Peruano (PHP)                                         | 3,288   | 1.77  |         |       |  |  |
|                      | José Pimentel Flores       | Movimiento Etnocacerista Regional Ama Sua, Ama Llulla, Ama Quella (MER) | 1,489   | 0.80  |         |       |  |  |
|                      | Adimir Calle Llactahuamani | Perú Posible (PP)                                                       | 1,464   | 0.79  |         |       |  |  |
|                      | Agustín Moreano Casquino   | Frente Amplio (FA)                                                      | 1,117   | 0.60  |         |       |  |  |
|                      |                            |                                                                         |         |       |         |       |  |  |
| Total                | Total                      | Total                                                                   | 186,038 |       | 176,903 |       |  |  |
|                      |                            |                                                                         |         |       |         |       |  |  |
| Votos válidos        | Votos válidos              | Votos válidos                                                           | 186,038 | 82.95 | 176,903 | 91.20 |  |  |
| Votos en blanco      | Votos en blanco            | Votos en blanco                                                         | 21,418  | 9.55  | 2,797   | 1.44  |  |  |
| Votos nulos          | Votos nulos                | Votos nulos                                                             | 16,830  | 7.50  | 14,273  | 7.36  |  |  |
| Votos emitidos       | Votos emitidos             | Votos emitidos                                                          | 224,286 | 80.92 | 193,973 | 69.99 |  |  |
| Abstenciones         | Abstenciones               | Abstenciones                                                            | 52,875  | 19.08 | 83,188  | 30.01 |  |  |
| Votantes registrados | Votantes registrados       | Votantes registrados                                                    | 277,161 |       | 277,161 |       |  |  |
|                      |                            |                                                                         |         |       |         |       |  |  |
| Fuente:              |                            |                                                                         |         |       |         |       |  |  |

### Consejo Regional de Apurímac
|                        |                                                                         |              |              |              |         |         |  |  |
| Partidos y coaliciones | Partidos y coaliciones                                                  | Voto popular | Voto popular | Voto popular | Escaños | Escaños |  |  |
| Partidos y coaliciones | Partidos y coaliciones                                                  | Votos        | %            | ±pp          | Total   | +/−     |  |  |
|                        | Movimiento Popular Kallpa (Kallpa)                                      | 41,318       | 24.05        | +1.80        | 5       | +2      |  |  |
|                        | Unión por el Perú (UPP)                                                 | 35,340       | 20.57        | n/a          | 3       | +3      |  |  |
|                        | Movimiento Independiente Fuerza Campesina Regional (MIFCAR)             | 25,019       | 14.56        | Nuevo        | 0       | ±0      |  |  |
|                        | Fuerza Popular (FP)                                                     | 22,669       | 13.19        | Nuevo        | 0       | ±0      |  |  |
|                        | Alianza para el Progreso (APP)                                          | 21,065       | 12.26        | +5.45        | 1       | +1      |  |  |
|                        | Poder Popular Andino (PPA)                                              | 18,530       | 10.78        | –15.37       | 0       | –4      |  |  |
|                        | Partido Humanista Peruano (PHP)                                         | 3,668        | 2.13         | Nuevo        | 0       | ±0      |  |  |
|                        | Movimiento Etnocacerista Regional Ama Sua, Ama Llulla, Ama Quella (MER) | 2,536        | 1.48         | –4.56        | 0       | ±0      |  |  |
|                        | Perú Posible (PP)                                                       | 1,673        | 0.97         | +0.24        | 0       | ±0      |  |  |
|                        |                                                                         |              |              |              |         |         |  |  |
| Total                  | Total                                                                   | 171,818      |              |              | 9       | +2      |  |  |
|                        |                                                                         |              |              |              |         |         |  |  |
| Votos válidos          | Votos válidos                                                           | 171,818      | 76.61        | +4.84        |         |         |  |  |
| Votos en blanco        | Votos en blanco                                                         | 38,407       | 17.12        | –2.32        |         |         |  |  |
| Votos nulos            | Votos nulos                                                             | 14,061       | 6.27         | –2.52        |         |         |  |  |
| Votos emitidos         | Votos emitidos                                                          | 224,286      | 80.92        | –2.57        |         |         |  |  |
| Abstenciones           | Abstenciones                                                            | 52,875       | 19.08        | +2.57        |         |         |  |  |
| Votantes registrados   | Votantes registrados                                                    | 277,161      |              |              |         |         |  |  |
|                        |                                                                         |              |              |              |         |         |  |  |
| Fuente:                |                                                                         |              |              |              |         |         |  |  |

### Autoridades electas
| Cargo                                            | Autoridad electa | Autoridad electa            | Partido político | Partido político                                   |
| ------------------------------------------------ | ---------------- | --------------------------- | ---------------- | -------------------------------------------------- |
| Presidente Regional de Apurímac                  |                  | Wilber Venegas Torres       |                  | Movimiento Independiente Fuerza Campesina Regional |
| Vicepresidente Regional de Apurímac              |                  | Alejandro Huaraca Huamaní   |                  | Movimiento Independiente Fuerza Campesina Regional |
| Consejero Regional de Apurímac (por Abancay)     |                  | Everaldo Ramos Huaccharaqui |                  | Alianza para el Progreso                           |
| Consejera Regional de Apurímac (por Abancay)     |                  | Evelin Cavero Contreras     |                  | Unión por el Perú                                  |
| Consejero Regional de Apurímac (por Andahuaylas) |                  | Santos Velasque Quispe      |                  | Unión por el Perú                                  |
| Consejero Regional de Apurímac (por Andahuaylas) |                  | Carlos Quispe Rivas         |                  | Movimiento Popular Kallpa                          |
| Consejero Regional de Apurímac (por Antabamba)   |                  | William Collado López       |                  | Unión por el Perú                                  |
| Consejera Regional de Apurímac (por Aymaraes)    |                  | Guillermo Quispe Aymituma   |                  | Movimiento Popular Kallpa                          |
| Consejero Regional de Apurímac (por Chincheros)  |                  | William Chávez Ramírez      |                  | Movimiento Popular Kallpa                          |
| Consejero Regional de Apurímac (por Cotabambas)  |                  | José Lima Lucas             |                  | Movimiento Popular Kallpa                          |
| Consejero Regional de Apurímac (por Grau)        |                  | William Sánchez Garrafa     |                  | Movimiento Popular Kallpa                          |